# Jean-Baptiste Lacoste
Pour les articles homonymes, voir Lacoste.
Jean-Baptiste Lacoste, né le 30 août 1753 à Mauriac (ancienne province d'Auvergne, actuel département du Cantal), mort le 13 août 1821 dans la même ville, est un homme politique de la Révolution française. 
Il ne saurait être confondu avec son collègue et homonyme Élie Lacoste, député de la Dordogne. 

## Biographie
Son père, Jean Lacoste, est avocat en parlement. 
La monarchie constitutionnelle, mise en place par la constitution du 3 septembre 1791, prend fin à l'issue de la journée du 10 août 1792 : les bataillons de fédérés bretons et marseillais et les insurgés des faubourgs de Paris prennent le palais des Tuileries. Louis XVI est suspendu et incarcéré, avec sa famille, à la tour du temple. 
En septembre 1792, Jean-Baptiste Lacoste, alors juge de paix à Mauriac, est élu député du département du Cantal, le quatrième sur huit, à la Convention nationale. 
Il siège sur les bancs de la Montagne. Lors du procès de Louis XVI, il vote « la mort dans les vingt-quatre heures » et rejette l'appel au peuple et le sursis à l’exécution. En avril 1793, il est absent lors du scrutin sur la mise en accusation de Jean-Paul Marat. En mai, il vote contre le rétablissement de la Commission des Douze. 
Le 8 mars 1793, Lacoste est envoyé, aux côtés de Jean-Baptiste Bô (député de l'Aveyron), auprès de la section des Droits-de-l'Homme. Le 9, il est envoyé en mission, aux côtés de Balthazar Faure (député de Haute-Loire), afin d’accélérer la levée en masse. 
En juillet 1793, Lacoste est envoyé auprès de l'armée du Nord pour lever des troupes dans les départements adjacents. Le 17 nivôse an II (le 6 janvier), lui et son collègue Marc Antoine Baudot (député de Saône-et-Loire) dénoncent Georges Fréderic Dentzel (député du Bas-Rhin) qu'ils accusent d'avoir entretenu, durant le siège de Landau, des connivences avec l'ennemi. En vendémiaire an III (septembre 1794), enfin, il est envoyé auprès de la manufacture d'armes de Tulle. 
Après la chute de Robespierre, Lacoste siège parmi les « derniers Montagnards », d'après l’historienne Françoise Brunel. Le 13 prairial an III (le 1er juin 1795), lui et son collègue Baudot sont décrétés d'arrestation sur motion de Dentzel, qu'ils avaient dénoncé un an plus tôt. Il est libéré à la faveur de l'amnistie votée à la clôture de la Convention. 
Sous le Consulat, Lacoste est nommé préfet du département des Forêts. Il est élevé au rang de chevalier de la Légion d'honneur le 16 thermidor an XII (14 juin 1804). En 1808, il est élevé au rang de comte d'Empire. Durant les Cent-Jours, il est nommé préfet de la Mayenne. 
Lacoste est frappé par la loi du 12 janvier 1816 qui contraint les régicides et les soutiens aux Cent-Jours à l'exil. Il est autorisé à rentrer en France et meurt dans sa ville natale. 